# Scream (Sergej Lazarev)
Scream (in russo Крик?, Krik) è un singolo del cantante russo Sergej Lazarev, pubblicato il 9 marzo 2019 su etichetta discografica CineLab Records. È stato scritto da Sharon Vaughn e composto da Filipp Kirkorov e Dimitris Kontopoulos.
Il brano è stato selezionato internamente dall'ente radiotelevisivo nazionale Rossija 1 per rappresentare la Russia all'Eurovision Song Contest 2019 a Tel Aviv, in Israele. Dopo essersi qualificato dalla seconda semifinale del 16 maggio, si è esibito per quinto nella finale del 18 maggio successivo. Qui si è classificato al 3º posto su 26 partecipanti con 370 punti totalizzati, di cui 244 dal televoto e 126 dalle giurie. È risultato il quarto più televotato, e il più popolare fra il pubblico di Albania, Armenia, Azerbaigian, Bielorussia, Estonia, Israele, Lettonia, Lituania, Moldavia, Repubblica Ceca e San Marino, nonché il più votato dalla giuria dell'Azerbaigian.

## Tracce
Download digitale
1. Scream – 2:58

Download digitale (Light Saber Remix)
1. Scream (Light Saber Remix) – 3:16

Download digitale (Sec0ndSkin Remix)
1. Scream (Sec0ndSkin Remix) – 3:24

Download digitale (Deeey & Stellix Remix)
1. Scream (Deeey & Stellix Remix) – 4:05

## Classifiche
| Classifica (2019) | Posizione massima |
| ----------------- | ----------------- |
| Lituania          | 68                |